# Église San Giovanni Evangelista
L'église San Giovanni Evangelista est une église catholique de Venise, en Italie.

## Description

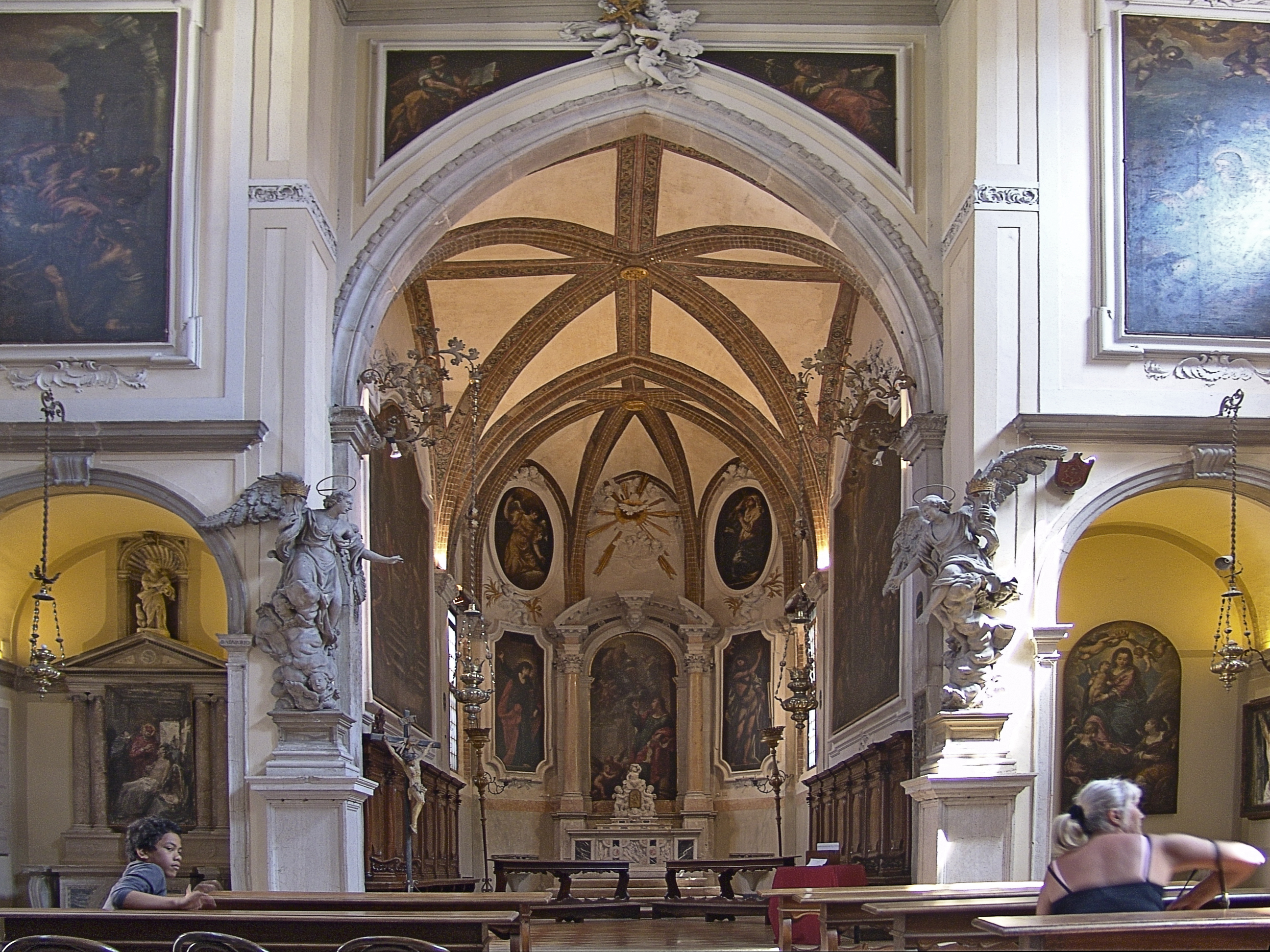
La nef et le chœur
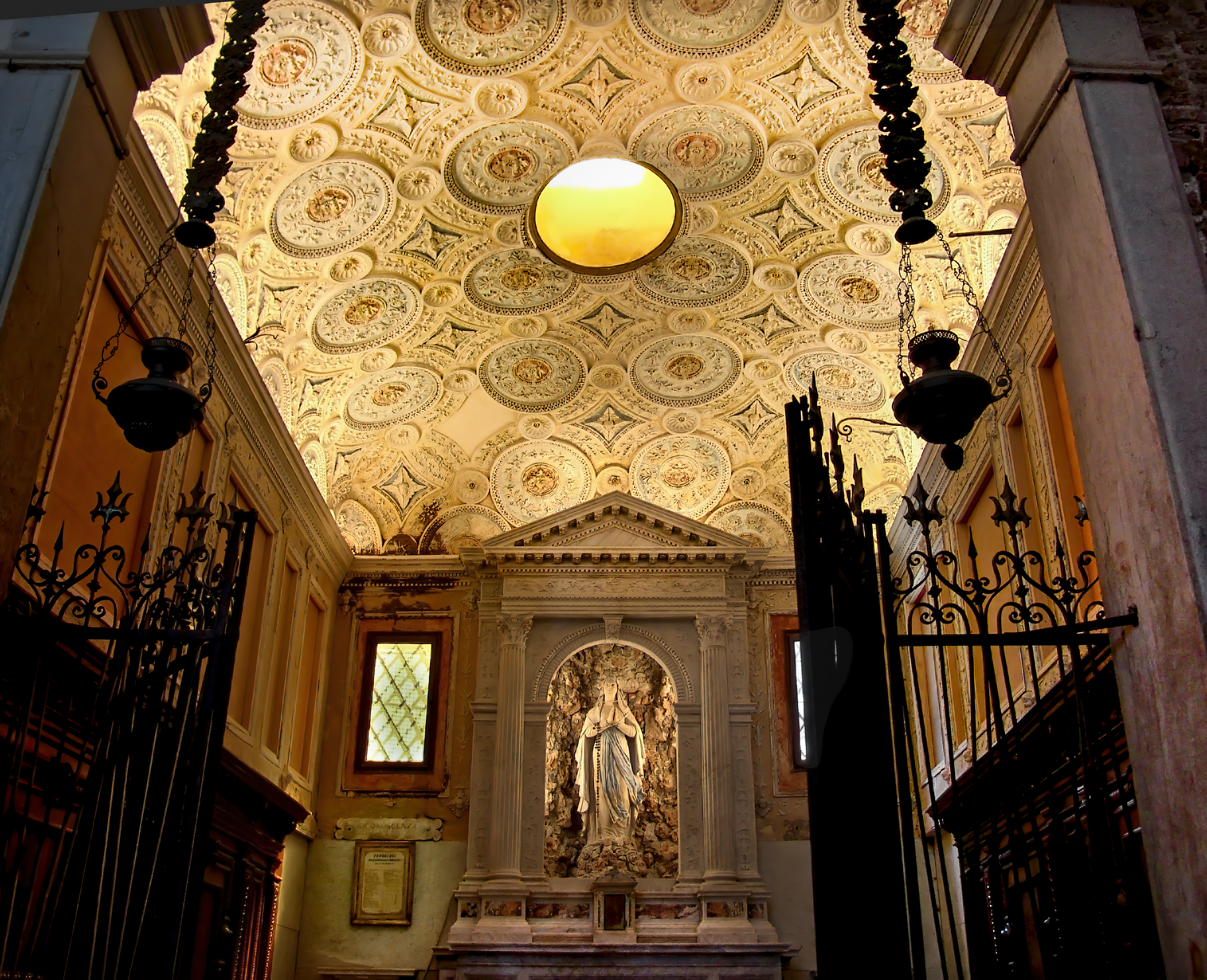
Chapelle de la Vierge
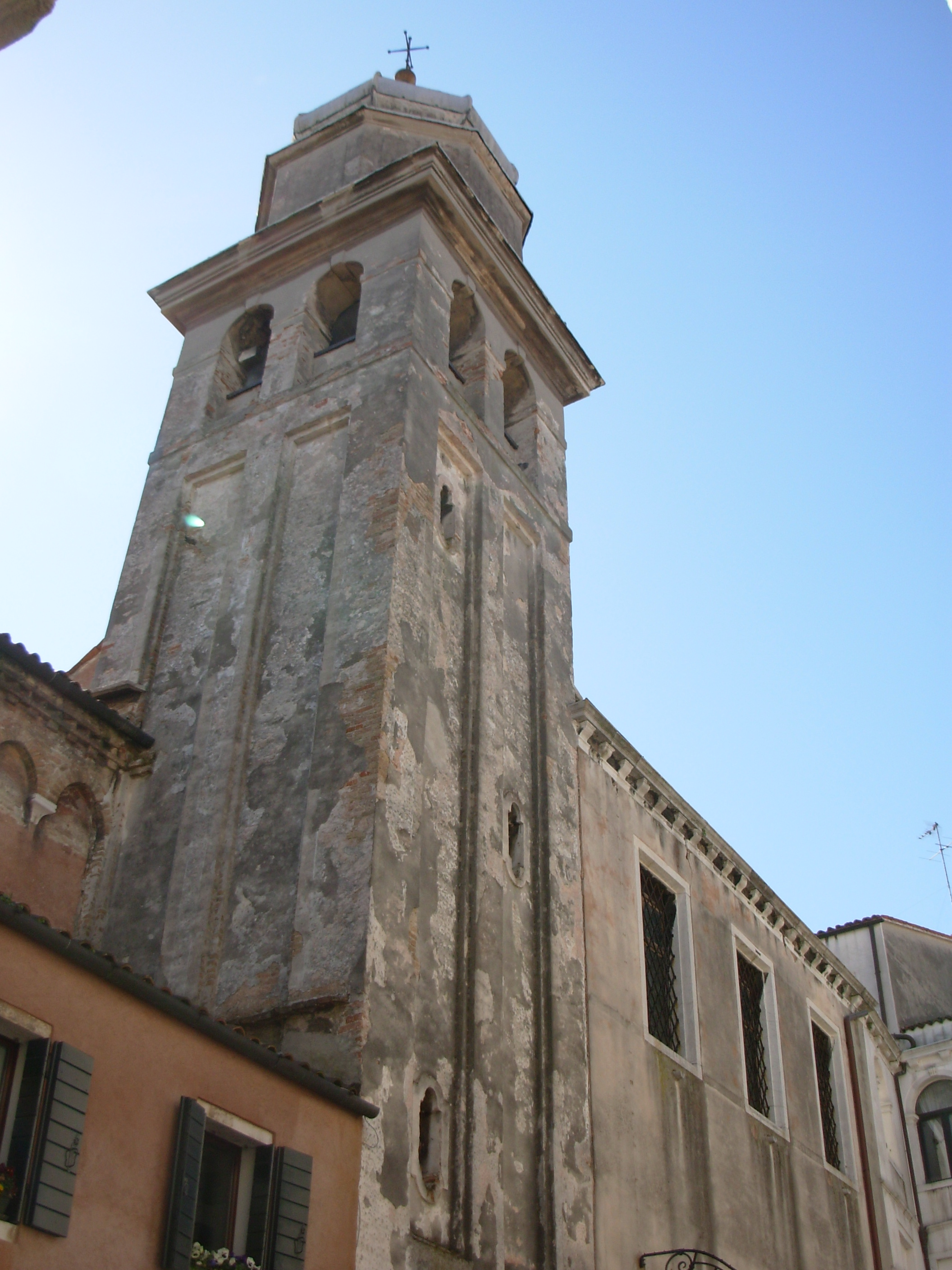
Le campanile